# Vòng loại Giải vô địch bóng đá nữ U-20 Bắc, Trung Mỹ và Caribe 2012
Vòng loại Giải vô địch bóng đá nữ U-20 Bắc, Trung Mỹ và Caribe 2012 diễn ra từ tháng 8 năm 2011 tới tháng 1 năm 2012 nhằm tìm ra các đội tuyển tham dự vòng chung kết tại Panama. Đội chủ nhà Panama vẫn phải tham dự vòng loại do nước chủ nhà được thông báo sau khi vòng loại kết thúc. Ba đội tuyển Canada, Hoa Kỳ và México được đặc cách vào thẳng vòng chung kết.

## Vòng loại Trung Mỹ
Các đội đầu bảng lọt vào vòng chung kết.

### Bảng 1
| Đội        | Tr | T | H | B | BT | BB | HS | Đ |
| ---------- | -- | - | - | - | -- | -- | -- | - |
| Guatemala  | 2  | 2 | 0 | 0 | 6  | 2  | +4 | 6 |
| Costa Rica | 2  | 1 | 0 | 1 | 5  | 3  | +2 | 3 |
| Honduras   | 2  | 0 | 0 | 2 | 1  | 7  | −6 | 0 |

| Costa Rica | 1–3      | Guatemala                           |
| ---------- | -------- | ----------------------------------- |
| Duran 7'   | Chi tiết | Marroquin 37' · Monterroso 56', 90' |

| Honduras | 0–4      | Costa Rica                                            |
| -------- | -------- | ----------------------------------------------------- |
|          | Chi tiết | Quiros 35' · Rodriguez 46' · Guevara 63' · Gamboa 69' |

| Guatemala                       | 3–1      | Honduras      |
| ------------------------------- | -------- | ------------- |
| Monterroso 27', 72' · Mejia 35' | Chi tiết | Hernández 56' |

### Bảng 2
| Đội         | Tr | T | H | B | BT | BB | HS | Đ |
| ----------- | -- | - | - | - | -- | -- | -- | - |
| Panama      | 2  | 1 | 1 | 0 | 5  | 3  | +2 | 4 |
| Nicaragua   | 2  | 1 | 0 | 1 | 4  | 5  | −1 | 3 |
| El Salvador | 2  | 0 | 1 | 1 | 4  | 5  | −1 | 1 |

| Panama                  | 3–1      | Nicaragua   |
| ----------------------- | -------- | ----------- |
| Evans 8', 24' · Cox 45' | Chi tiết | Aguilar 70' |

| El Salvador              | 2–3      | Nicaragua                               |
| ------------------------ | -------- | --------------------------------------- |
| Rivas 10' · Menjivar 18' | Chi tiết | Orozco 63' · Aguilar 83' · Quintana 90' |

| Panama              | 2–2      | El Salvador                 |
| ------------------- | -------- | --------------------------- |
| Evans 50' · Cox 55' | Chi tiết | Gonzalez 42' · Portillo 90' |

## Vòng loại Caribe

### Vòng một
Đội nhất và nhì mỗi bảng lọt vào vòng hai.

#### Bảng A
| Đội         | Tr | T | H | B | BT | BB | HS  | Đ |
| ----------- | -- | - | - | - | -- | -- | --- | - |
| Jamaica     | 2  | 2 | 0 | 0 | 6  | 0  | +6  | 6 |
| Cuba        | 2  | 1 | 0 | 1 | 9  | 2  | +7  | 3 |
| Saint Lucia | 2  | 0 | 0 | 2 | 0  | 13 | −13 | 0 |

| 21 tháng 10 năm 2011 | Cuba                                                                                          | 9–0 | Saint Lucia | Estadio Pedro Marrero, Ciudad de La Habana                  |  |
| 07:30                | Calderón 9', 12', 37', 44' · Goitizolo 20' · Pelaez 26', 65' (ph.đ.) · Galan 61' · Cruz 90+2' |     |             | Lượng khán giả: 125 Trọng tài: Alicia Villatoro (Guatemala) |  |

| 23 tháng 10 năm 2011 | Saint Lucia | 0–4 | Jamaica                                                | Estadio Pedro Marrero, Ciudad de La Habana                  |  |
| 07:30                |             |     | Cooper 16' · Salmon 18' · Broderick 38' · Sweatman 57' | Lượng khán giả: 150 Trọng tài: Ignatius Baptiste (Dominica) |  |

| 25 tháng 10 năm 2011 | Cuba | 0–2 | Jamaica                 | Estadio Pedro Marrero, Ciudad de La Habana                  |  |
| 07:30                |      |     | Salmon 26' · Cooper 60' | Lượng khán giả: 150 Trọng tài: Alicia Villatoro (Guatemala) |  |

#### Bảng B
| Đội                | Tr | T | H | B | BT | BB | HS  | Đ |
| ------------------ | -- | - | - | - | -- | -- | --- | - |
| Trinidad và Tobago | 2  | 2 | 0 | 0 | 9  | 0  | +9  | 6 |
| Quần đảo Cayman    | 2  | 1 | 0 | 1 | 4  | 1  | +3  | 3 |
| Suriname           | 2  | 0 | 0 | 2 | 0  | 12 | −12 | 0 |

| 18 tháng 10 năm 2011 | Suriname | 0–4 | Quần đảo Cayman                                        | Dr. Ir. Franklin Essed Stadion, Paramaribo                   |  |
| 09:00                |          |     | Ebanks 50' · Hydes 52' · McLaughlin 64' · Monteith 80' | Lượng khán giả: 246 Trọng tài: Gillian Martindale (Barbados) |  |

| 20 tháng 10 năm 2011 | Quần đảo Cayman | 0–1 | Trinidad và Tobago | Dr. Ir. Franklin Essed Stadion, Paramaribo               |  |
| 09:00                |                 |     | Pierre 90+3'       | Lượng khán giả: 50 Trọng tài: Cardella Samuels (Jamaica) |  |

| 22 tháng 10 năm 2011 | Suriname | 0–8 | Trinidad và Tobago                                                                       | Dr. Ir. Franklin Essed Stadion, Paramaribo                   |  |
| 08:00                |          |     | Campbell 5' · Ryce 12', 64' · Walker 17' · Debesette 41' · Matthias 43' · McGee 64', 86' | Lượng khán giả: 450 Trọng tài: Gillian Martindale (Barbados) |  |

#### Bảng C
| Đội                  | Tr | T | H | B | BT | BB | HS | Đ |
| -------------------- | -- | - | - | - | -- | -- | -- | - |
| Haiti                | 2  | 2 | 0 | 0 | 8  | 0  | +8 | 6 |
| Puerto Rico          | 2  | 1 | 0 | 1 | 4  | 4  | 0  | 3 |
| Saint Kitts và Nevis | 2  | 0 | 0 | 2 | 0  | 8  | −8 | 0 |

| 31 tháng 10 năm 2011 | Haiti                                         | 4–0 | Puerto Rico | Stade Sylvio Cator, Port-au-Prince                                  |  |
| 08:30                | Merone 34' · Gytane 65', 90+3' · Gerville 66' |     |             | Lượng khán giả: 2000 Trọng tài: Sabina Charles-Kirton (Saint Lucia) |  |

| 2 tháng 11 năm 2011 | Saint Kitts và Nevis | 0–4 | Puerto Rico                                           | Stade Sylvio Cator, Port-au-Prince                    |  |
| 08:30               |                      |     | Gonzalez 31' · Suarez 49' · Colon 60' · Rodriguez 80' | Lượng khán giả: 200 Trọng tài: Annia Navarrete (Cuba) |  |

| 4 tháng 11 năm 2011 | Haiti                                         | 4–0 | Saint Kitts và Nevis | Stade Sylvio Cator, Port-au-Prince                    |  |
| 08:30               | Jean 9' · Rateau 17' · Merone 58' · Jeune 62' |     |                      | Lượng khán giả: 300 Trọng tài: Annia Navarrete (Cuba) |  |

#### Bảng D
| Đội                | Tr | T | H | B | BT | BB | HS  | Đ |
| ------------------ | -- | - | - | - | -- | -- | --- | - |
| Guyana             | 3  | 3 | 0 | 0 | 14 | 1  | +13 | 9 |
| Cộng hòa Dominica  | 3  | 2 | 0 | 1 | 15 | 3  | +12 | 6 |
| Anguilla           | 3  | 1 | 0 | 2 | 1  | 10 | −9  | 3 |
| Antigua và Barbuda | 3  | 0 | 0 | 3 | 1  | 17 | −16 | 0 |

| 2 tháng 11 năm 2011 | Anguilla | 0–5 | Cộng hòa Dominica                      | Sân vận động Providence, Providence                          |  |
| 05:30               |          |     | Nunez 28', 46', 54' · Claudio 60', 88' | Lượng khán giả: 350 Trọng tài: Gillian Martindale (Barbados) |  |

| 2 tháng 11 năm 2011 | Guyana                                                           | 7–0 | Antigua và Barbuda | Sân vận động Providence, Providence                       |  |
| 07:30               | Prasad 1' · Edwards 4' · Charles 11', 30', 42', 58' · Savona 45' |     |                    | Lượng khán giả: 400 Trọng tài: Cardella Samuels (Jamaica) |  |

| 4 tháng 11 năm 2011 | Cộng hòa Dominica                                                  | 9–1 | Antigua và Barbuda | Sân vận động Providence, Providence                      |  |
| 05:30               | Nunez 15', 17', 48', 56', 60', 90' · Claudio 35', 80' · Michel 87' |     | Jacobs 63'         | Lượng khán giả: 300 Trọng tài: Alondra Arellano (México) |  |

| 4 tháng 11 năm 2011 | Guyana                               | 5–0 | Anguilla | Sân vận động Providence, Providence                      |  |
| 07:30               | Savona 4', 73', 88' · Leila 36', 75' |     |          | Lượng khán giả: 350 Trọng tài: Deborah Zebeda (Suriname) |  |

| 6 tháng 11 năm 2011 | Antigua và Barbuda | 0–1 | Anguilla  | Sân vận động Providence, Providence                          |  |
| 05:30               |                    |     | White 69' | Lượng khán giả: 200 Trọng tài: Gillian Martindale (Barbados) |  |

| 6 tháng 11 năm 2011 | Guyana                       | 2–1 | Cộng hòa Dominica | Sân vận động Providence, Providence                       |  |
| 07:30               | Prasad 71' · Rodriguez 90+2' |     | Nunez 62'         | Lượng khán giả: 900 Trọng tài: Cardella Samuels (Jamaica) |  |

### Vòng hai
Hai đội đầu bảng và đội nhì xuất sắc nhất lọt vào vòng chung kết.

#### Bảng A
| Đội               | Tr | T | H | B | BT | BB | HS | Đ |
| ----------------- | -- | - | - | - | -- | -- | -- | - |
| Haiti             | 3  | 3 | 0 | 0 | 8  | 0  | +8 | 9 |
| Jamaica           | 3  | 2 | 0 | 1 | 6  | 1  | +5 | 6 |
| Quần đảo Cayman   | 3  | 0 | 1 | 2 | 0  | 5  | −5 | 1 |
| Cộng hòa Dominica | 3  | 0 | 1 | 2 | 0  | 8  | −8 | 1 |

| 6 tháng 1 năm 2012 | Jamaica | 0–1 | Haiti        | Estadio Panamericano, San Cristóbal                   |  |
| 06:00              |         |     | Borgella 39' | Lượng khán giả: 200 Trọng tài: Annia Navarette (Cuba) |  |

| 6 tháng 1 năm 2012 | Cộng hòa Dominica | 0–0 | Quần đảo Cayman | Estadio Panamericano, San Cristóbal                          |  |
| 08:00              |                   |     |                 | Lượng khán giả: 200 Trọng tài: Gillian Martindale (Barbados) |  |

| 8 tháng 1 năm 2012 | Quần đảo Cayman | 0–2 | Jamaica                   | Estadio Panamericano, San Cristóbal                      |  |
| 06:00              |                 |     | Spence 30' · Williams 76' | Lượng khán giả: 200 Trọng tài: Deborah Zebeda (Suriname) |  |

| 8 tháng 1 năm 2012 | Cộng hòa Dominica | 0–4 | Haiti                                   | Estadio Panamericano, San Cristóbal                      |  |
| 08:00              |                   |     | Merone 2', 9' · Rateau 59' · Gytame 85' | Lượng khán giả: 400 Trọng tài: Yesli Rivas (El Salvador) |  |

| 10 tháng 1 năm 2012 | Haiti                                | 3–0 | Quần đảo Cayman | Estadio Panamericano, San Cristóbal                      |  |
| 06:00               | Merone 1' · Woodlyne 40' · Jeune 65' |     |                 | Lượng khán giả: 300 Trọng tài: Yesli Rivas (El Salvador) |  |

| 10 tháng 1 năm 2012 | Cộng hòa Dominica | 0–4 | Jamaica                                              | Estadio Panamericano, San Cristóbal                          |  |
| 08:00               |                   |     | Carter 1' · Sweatman 49' · Spence 66' · Williams 90' | Lượng khán giả: 400 Trọng tài: Gillian Martindale (Barbados) |  |

#### Bảng B
| Đội                | Tr | T | H | B | BT | BB | HS | Đ |
| ------------------ | -- | - | - | - | -- | -- | -- | - |
| Cuba               | 3  | 1 | 2 | 0 | 7  | 3  | +4 | 5 |
| Trinidad và Tobago | 3  | 1 | 1 | 1 | 3  | 3  | 0  | 4 |
| Puerto Rico        | 3  | 1 | 1 | 1 | 2  | 2  | 0  | 4 |
| Guyana             | 3  | 1 | 0 | 2 | 3  | 7  | −4 | 3 |

| 7 tháng 1 năm 2012 | Puerto Rico | 1–0 | Trinidad và Tobago | Estadio Pedro Marrero, Ciudad de La Habana                         |  |
| 03:00              | Colon 80'   |     |                    | Lượng khán giả: 100 Trọng tài: Sabina Charles-Kirton (Saint Lucia) |  |

| 7 tháng 1 năm 2012 | Cuba                                                    | 5–1 | Guyana     | Estadio Pedro Marrero, Ciudad de La Habana               |  |
| 08:00              | Galan 45' · Perez 56' · Pelaez 60', 90' · Goitizolo 83' |     | Savona 35' | Lượng khán giả: 300 Trọng tài: Alondra Arellano (México) |  |

| 9 tháng 1 năm 2012 | Trinidad và Tobago | 2–1 | Guyana     | Estadio Pedro Marrero, Ciudad de La Habana                      |  |
| 03:00              | Debesette 56', 85' |     | Savona 20' | Lượng khán giả: 120 · Trọng tài: Carline Reid Quần đảo Cayman · |  |

| 9 tháng 1 năm 2012 | Cuba       | 1–1 | Puerto Rico | Estadio Pedro Marrero, Ciudad de La Habana                              |  |
| 08:00              | Pelaez 44' |     | Suarez 47'  | Lượng khán giả: 150 · Trọng tài: Justina De la Cruz Cộng hòa Dominica · |  |

| 11 tháng 1 năm 2012 | Guyana     | 1–0 | Puerto Rico | Estadio Pedro Marrero, Ciudad de La Habana                        |  |
| 03:00               | Savona 27' |     |             | Lượng khán giả: 50 Trọng tài: Sabina Charles-Kirton (Saint Lucia) |  |

| 11 tháng 1 năm 2012 | Cuba       | 1–1 | Trinidad và Tobago | Estadio Pedro Marrero, Ciudad de La Habana               |  |
| 08:00               | Pelaez 48' |     | McGee 20'          | Lượng khán giả: 300 Trọng tài: Alondra Arellano (México) |  |